# 1824年貴族院事務総長法
1824年貴族院事務総長法（1824ねんきぞくいんじむそうちょうほう、英語: Clerk of the Parliaments Act 1824）は、イギリスの法律。貴族院事務総長の任命に関する規則が整備された。この法律は2020年現在でも現行法である。

## 内容
貴族院事務総長（Clerk of the Parliaments）は国王により直接任命され（第2条）、その副官（Clerk Assistant）は大法官または貴族院議長により任命される（第3条）。それ以外の書記官は事務総長の副官（Clerk Assistant）により任命される（第5条）。また、第2条では事務総長に任命された本人が職務を果たすと規定された（すなわち、職務を副官に任せる名誉職として扱われない）。
第4条と第6条は1824年時点の貴族院事務総長だったサー・ジョージ・ヘンリー・ローズとその副官ヘンリー・クーパーの権利を保障するものであり、1873年制定法整理法で廃止された。